# Crkva Gospe Karmelske u Nerežišćima
Crkva Gospe Karmelske nalazi se u Nerežišćima na Braču.

## Opis
Župna crkva Gospe Karmelske u Nerežišćima podignuta oko 1750. godine najmonumentalnija je bračka barokna crkva. Građena je kamenim klesancima s polukružno izdignutim srednjim brodom s profiliranim vijencem. Trobrodna građevina s prostranim pačetvorinastim prezbiterijem presvođena je bačvastim svodom s jedrima nad bazilikalnim prozorima. Bočni brodovi i svetište presvođeni su križnim svodovima. Crkva i monumentalni četverokatni zvonik građeni su po projektu Ignacija Macanovića. Unutrašnjost crkve resi sedam oltara s palama F. Zanibertija, C. Ridolfija i A. Grapinellija.

## Zaštita
Pod oznakom Z-4454 zavedena je kao nepokretno kulturno dobro - pojedinačno, pravna statusa zaštićena kulturnog dobra, klasificirano kao "sakralna graditeljska baština".

## Vanjske poveznice
|  | Zajednički poslužitelj ima još gradiva o temi Crkva Gospe Karmelske u Nerežišćima |